# Some Great Reward
Some Great Reward és el quart disc del grup Depeche Mode, aparegut l'any 1984. Va arribar a la cinquena posició en la llista britànica d'àlbums.

## Informació
En aquest àlbum, el grup va continuar i accentuar la presència de sons metàl·lics, seguint la tendència iniciada en el seu anterior disc, Construction Time Again. Per construir el so utilitzaren samplers de nova tecnologia (com l'Emulator II) i sintetitzadors com el Yamaha DX7 o el Roland Jupiter 8. El resultat fou un àlbum obscur però, alhora molt rítmic, que molts consideren com el seu primer gran disc.
Pel que fa a les lletres, Gore s'apartà lleugerament de les preocupacions socials i polítiques excepte en el tema "People Are People", un cant contra el racisme i la intolerància, per explorar noves temàtiques. La lletra de "Master and Servant", el segon senzill, parla del sadomasoquisme, tot i que segons el mateix Martin, era només una metàfora sobre la dominació política dels països rics sobre els pobres, i "Blasphemous Rumours" s'arribà a veure com una cançó antirreligiosa. Evidentment, el contingut líric d'aquests temes provocà una forta polèmica, que es traduí en vendes i en publicitat. El títol de l'àlbum apareix al text de la cançó "Lie to Me"; a més, a la contraportada s'hi pot llegir un petit text (The world we live in and life in general), que surt a la lletra de "Somebody".
Durant aquest període, el grup en general i Martin Gore en particular, cultivà una imatge andrògina usant roba de cuir i maquillatge. Aquest aspecte visual també creà una certa controvèrsia, sobretot tenint en compte que, també en l'any 1984, Frankie Goes To Hollywood havien tingut molt d'èxit amb el tema "Relax", que provocà un altre fort escàndol.
Some Great Reward és l'últim àlbum que inclou una cançó escrita per Alan Wilder, es tracta del tema "If you Want". És el primer disc de Depeche Mode on Martin canta dues cançons. S'ha rumorejat molt que Martin va cantar "Somebody" nu, fet que l'exmembre Alan Wilder confirma a la seva pàgina web.
Com la resta de discs del grup, Some Great Reward fou remasteritzat en una nova edició, acompanyat d'un DVD amb les cares B dels senzills ("In Your Memory" i "Set Me Free (Remotivate Me)"), versions en directe, material extra i un documental que mostra les evolucions del grup durant aquest període.

## Llista de cançons
Totes les cançons són escrites per Martin Gore excepte "If You Want" i "In Your Memory", escrites per Alan Wilder.

### LP Stumm 19
Cara A
| Núm. | Títol               | Durada |
| ---- | ------------------- | ------ |
| 1.   | «Something to Do»   | 3:45   |
| 2.   | «Lie to Me»         | 5:04   |
| 3.   | «People Are People» | 3:52   |
| 4.   | «It Doesn't Matter» | 4:45   |
| 5.   | «Stories of Old»    | 3:12   |

Cara B
| Núm. | Títol                 | Durada |
| ---- | --------------------- | ------ |
| 6.   | «Somebody»            | 4:26   |
| 7.   | «Master and Servant»  | 4:13   |
| 8.   | «If you Want»         | 4:40   |
| 9.   | «Blasphemous Rumours» | 6:21   |

### CD Stumm 19
| Núm.          | Títol                 | Durada |
| ------------- | --------------------- | ------ |
| 1.            | «Something to Do»     | 3:48   |
| 2.            | «Lie to Me»           | 5:04   |
| 3.            | «People Are People»   | 3:52   |
| 4.            | «It Doesn't Matter»   | 4:45   |
| 5.            | «Stories of Old»      | 3:14   |
| 6.            | «Somebody»            | 4:27   |
| 7.            | «Master and Servant»  | 4:13   |
| 8.            | «If you Want»         | 4:41   |
| 9.            | «Blasphemous Rumours» | 6:24   |
| Durada total: | Durada total:         | 40:18  |

### Reedició 2006 (Mute: DM CD 4 (CD/SACD + DVD) / CDX STUMM 19 (CD/SACD))
- El disc 1 és híbrid (SACD/CD), mentre el disc 2 és un DVD que inclou el disc Some Great Reward en format DTS 5.1, Dolby Digital 5.1 i PCM Stereo, amb material extra.

| Núm. | Títol                 | Durada |
| ---- | --------------------- | ------ |
| 1.   | «Something to Do»     | 3:48   |
| 2.   | «Lie to Me»           | 5:04   |
| 3.   | «People Are People»   | 3:52   |
| 4.   | «It Doesn't Matter»   | 4:45   |
| 5.   | «Stories of Old»      | 3:14   |
| 6.   | «Somebody»            | 4:27   |
| 7.   | «Master and Servant»  | 4:13   |
| 8.   | «If you Want»         | 4:41   |
| 9.   | «Blasphemous Rumours» | 6:24   |

| 1. | «If You Want» (directe a Basilea, 30 de novembre de 1984)         | 5:16 |
| 2. | «People Are People» (directe a Basilea, 30 de novembre de 1984)   | 4:21 |
| 3. | «Somebody» (directe a Liverpool, 29 de novembre de 1984)          | 4:29 |
| 4. | «Blasphemous Rumours» (directe a Basilea, 30 de novembre de 1984) | 5:30 |
| 5. | «Master and Servant» (directe a Basilea, 30 de novembre de 1984)  | 5:38 |

| 1. | «In Your Memory»              | 4:00 |
| 2. | «(Set Me Free) Remotivate Me» | 4:16 |
| 3. | «Somebody (Remix)»            | 4:19 |

| 1. | «Depeche Mode 84 (You can get away with anything as long as you give it a good tune)» (vídeo documental) | 31:00 |

## Posicions en llista
| Llista (1984/85) | Posició | Certificació |
| ---------------- | ------- | ------------ |
| Alemanya         | 3       | Or           |
| Països Baixos    | 18      |              |
| UK Albums Chart  | 5       | Plata        |
| US Billboard 200 | 54      | Platí        |

## Dades
- Depeche Mode: David Gahan, Martin Gore, Andrew Fletcher, Alan Wilder.
- Tots els temes són escrits per Martin Gore, excepte "If You Want" i "In Your Memory", escrits per Alan Wilder.
- Tots els temes són cantats per David Gahan, excepte "It Doesn't Matter" i "Somebody", cantats per Martin Gore.
- L'àlbum es va enregistrar als estudis Music Works (Londres) i Hansa Mischraum (Berlín).
- L'àlbum es va mesclar als estudis Hansa Mischraum.
- Fotografia de portada: Brian Griffin (assistent: Stuart Graham).
- Estilisme: Jacqui Frye.
- Disseny: M. Atkins, D.A. Jones, Marcx, Town and Country Planning.